# 愛顔のえひめ
愛顔のえひめ（えがおのえひめ）は、2011年4月3日から2012年3月25日まで南海放送で放映されていた県政広報番組である。

## 概要
愛媛県県政広報番組で、同県に関する社会・文化などを取り上げる。前身は「愛!愛!えひめ」だったが2011年4月3日から「愛顔のえひめ」としてリニューアルとしてスタートした。
放送は地上波は毎週日曜午後9時54分から午後10時までで、再放送は毎週土曜深夜0時50分から深夜0時55分までである。愛媛CATVの南海放送ラジオ専門チャンネル「ウィットチャンネル」では月曜日から土曜日まで午前6時30分から午前6時35分まで放送されている。

## 出演者
えひめの"愛顔（えがお）"見つけ隊
- 松本直幸（伊予の国博士）
- 寺尾英子（ハカセの女房）
- 月岡瞳（愛ちゃん）
- 作道泰子（媛ちゃん）